# 1516

## Събития
- Във Венеция излиза първото издание на „Бесният Орландо“ от Лудовико Ариосто
- В Германия се приема Закон за чистотата на бирата

## Починали
- август – Иеронимус Бош, холандски художник
- Алонсо де Охеда, испански изследовател
- Джовани Белини, италиански художник
- 17 март – Джулиано Лоренцо Медичи, флорентински аристократ